# Glöthe
Glöthe is een plaats en voormalige gemeente in de Duitse deelstaat Saksen-Anhalt, en maakt deel uit van de Landkreis Salzlandkreis.
Glöthe telt 745 inwoners.